# كولغان درتوجان (شميل)
کولغان درتوجان (بالفارسية: کولغان درتوجان) هي قرية تقع في إيران في قسم شمیل الريفي. يقدر عدد سكانها بـ 86 نسمة .